# Szczecin Dąbie
Szczecin Dąbie – dworzec kolejowy i stacja węzłowa na terenie Dąbia, osiedla Szczecina, największy na Prawobrzeżu. Według klasyfikacji PKP ma kategorię dworca aglomeracyjnego. Położony jest przy ul. Stacyjnej nieopodal rzeki Płoni. W rejonie stacji znajdują się trzy posterunki dysponujące: „SDB” (bezpośrednio przy stacji pasażerskiej), „SDA” i „SDC”.

## Ruch pasażerski
| Rok  | Wymiana pasażerska na dobę |
| ---- | -------------------------- |
| 2017 | 1 900                      |
| 2022 | 1 700                      |

## Historia
Stacja powstała w 1846 roku wraz z budową linii kolejowej Szczecin Główny–Stargard, która początkowo miała nieco inny przebieg. Oprócz tego wybudowano niezbędne wówczas wyposażenie – budynek dworca, dwustanowiskową lokomotywownię, więżę ciśnień i grupę towarową we wschodniej części stacji. W 1882 roku została otwarta linia do Goleniowa, z kolei w 1936 roku powstała nowa trasa do stacji Szczecin Główny wraz z odnogą do stacji Szczecin Podjuchy. Już po II wojnie światowej został także wybudowany łącznik do linii kolejowej w kierunku Sobieradza, nowy budynek dworca oraz leżąca w całości w obrębie stacji linia kolejowa nr 857 pozwalająca ominąć Szczecin pociągom towarowym zmierzającym ze Świnoujścia na południe Polski. W 2015 zamknięto także grupę towarową wraz z górką rozrządową, a znajdująca się na niej nastawnia Szczecin Dąbie SDA1 została wkrótce potem rozebrana.
| Nazwa stacji       | Okres obowiązywania |
| ------------------ | ------------------- |
| Altdamm            | 1846–1945           |
| Dąb                | 1945–1946           |
| Szczecin Dąb       | 1946–1947           |
| Dąbie Szczecińskie | 1947–1948           |
| Szczecin Dąbie     | od 1948             |

## Infrastruktura dworca
Obecnie na dworcu pasażerskim istnieją 3 perony, przy których znajdują się 4 krawędzie peronowe. Wszystkie perony są połączone ze sobą stalową kładką. Ponadto na peronie drugim istnieją dwie wiaty peronowe, obie po remoncie przeprowadzonym w 2013 roku. W 2015 roku przeprowadzono także remont peronu 1, podczas którego został on podwyższony. Budynek dworca jest czynny, znajdują się w nim dwie kasy biletowe PKP Intercity, a także lokale oferujące usługi gastronomiczne. W budynku znajduje się także główna siedziba spółki Kolej Bałtycka. W 2024 roku rozpoczęto przebudowę peronu 2 i budowę tunelu dla pasażerów, a także gruntowną przebudowę budynku dworca.
| Numer | Ilość krawędzi | Wysokość krawędzi peronowej | Długość peronu |
| ----- | -------------- | --------------------------- | -------------- |
| 1     | 1              | 550 mm                      | 300 m          |
| 2     | 2              | 270 mm                      | 419 m          |
| 3     | 1              | 310 mm                      | 213 m          |

## Ruch pociągów pasażerskich
Na stacji zatrzymują się wszystkie pociągi pasażerskie przejeżdżające przez stację (Regio, Twoje Linie Kolejowe, InterCity, Express InterCity).

## Dojazd do dworca
Przystanek SKM Dąbie (Stacyjna):
- autobusy: 64, 77, 97, 522, 533.
- Bike S rower miejski (Stacyjna-PKP)